# Дом-музей самолёта Як-40
Дом-музей самолёта Як-40 — музей в городе Боровск, в оформлении музея использована передняя часть самолёта Як-40, эксплуатируемого когда-то как борт губернатора Эвенкийского автономного округа. Администрация города выиграла суд, на котором потребовала часть самолёта демонтировать, как нарушающую исторический облик Боровска. В музее проходят различные фестивали.

## Описание
Музей открыт в 2022 году семейной парой Татьяной и Эдуардом Кац. Входит в ассоциацию частных и народных музеев России.

### История самолёта
В доме самолёта в Боровске использована кабина ЯК-40 с бортовым номером 87900, который ранее эксплуатировался в Аэрофлоте, затем в КрасАвиа (Эвенкия). В эксплуатации с 12 июля 1977 по 2021 год (43 года 6 месяцев). Завод-изготовитель: САЗ. Заводской номер: 9720254.

### Галерея
| - В 2006 году в Толмачёво - В 2009 году в Черемшанке - В 2012 году в Черемшанке - Подлинная кабина самолёта — экспонат дома-музея самолёта - Бортовой самописец — экспонат дома-музея - Образцы сувенирной продукции к 90-летию Аэрофлота — экспонат дома-музея |